# آرثر تي روث
آرثر تي روث (بالإنجليزية: Arthur T. Roth)‏ هو مصرفي أمريكي، ولد في 22 ديسمبر 1905، وتوفي في 17 سبتمبر 1997.